# حسام موسى
حسام موسى (بالملايوية: Husam Musa)‏ هو صحفي وسياسي ماليزي، ولد في 14 أكتوبر 1959. حزبياً، نشط في الحزب الإسلامي الماليزي. وقد انتخب عضو ديوان الرعية ‏.